# I'm Lovin' It
I'm Lovin' It er melodien til McDonald's reklamer. I 2003 var det Justin Timberlake som udgav nummeret, men da McDonalds cheferne hørte, at Justin havde udtalt sig negativt om fastfood, blev hans stemme øjeblikkeligt taget fra melodien i tv-reklamen.